# 1679년 10월 잉글랜드 총선
1679년 요크공 제임스의 왕위계승을 막는 왕위배제법안(Exclusion Bill)이 발의되자 찰스 2세는 의회를 해산시킨다.
그럼에도 불구하고 새로 구성된 하원에서 왕위배제법안이 통과되었으나, 상원에서 부결되었고, 찰스 2세는 다시 한번 의회를 해산시킨다.

## 선거 결과
| 정당     | 의석 수 |
| -------- | ------- |
| 청원자당 | 310석   |
| 기탄자당 | 220석   |
| 합계     | 530석   |